# Кунтхунатха

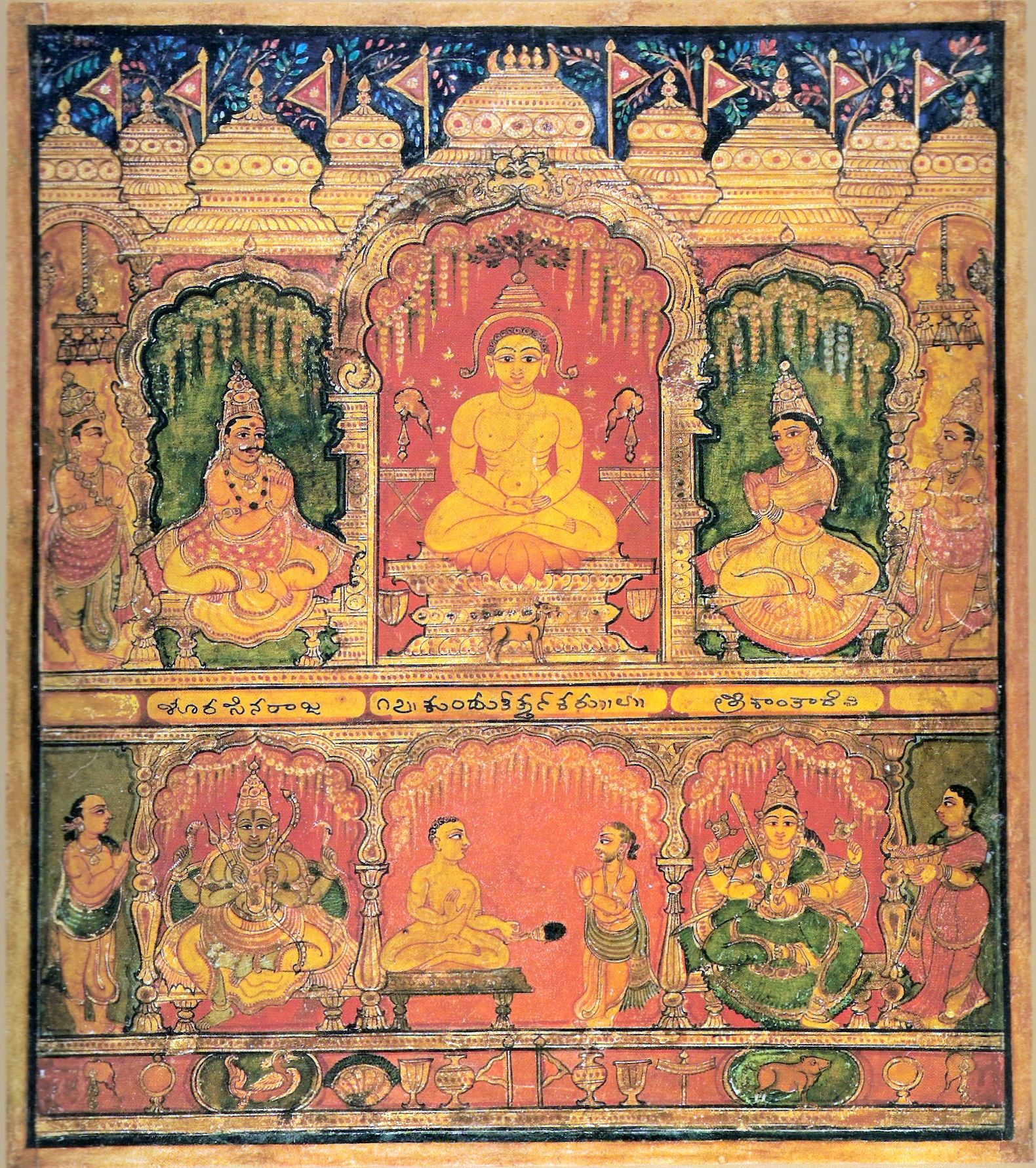
Изображение тиртханкары Кунтхунатха, Майсур, XIX век

Кунтхунатха, в джайнской традиции — 17-й тиртханкара нашей эпохи. Согласно джайнскому учению, он стал сиддхой, полностью сбросив с себя карму. Родился в городе Хастинапур на 14 день второй половины индийского месяца вайшакха. Отец — король Шурсен, а мать — королева Шрирани.
Во время беременности королева Шрирани увидела во сне кучу драгоценных камней, известных как кунтху, по названию которых и был назван ребёнок. Кунтхунатха взошёл на трон после того как его отец стал аскетом. Без особого сопротивления новый король завоевал все 6 континентов, став чакраватином. После долгого и счастливого правления, которое продолжалось 23 750 лет, Кунтхунатха также стал аскетом. Будучи аскетом на протяжении 16 лет, он достиг всеведения на третий день светлой половины месяца чайтра. Его первая речь была на тему «внутренняя чистота». После достижения всеведения Кунтхунатха очень долго бродил по свету и проповедовал истинное учение, а после этого он постился в течение месяца, прежде чем его освобождённая душа покинула тело. Последователи тиртханкары были глубоко преданы ему. Во время достижения им нирваны и церемонии кремации присутствовала большая толпа людей.